# Dédalo de Sición

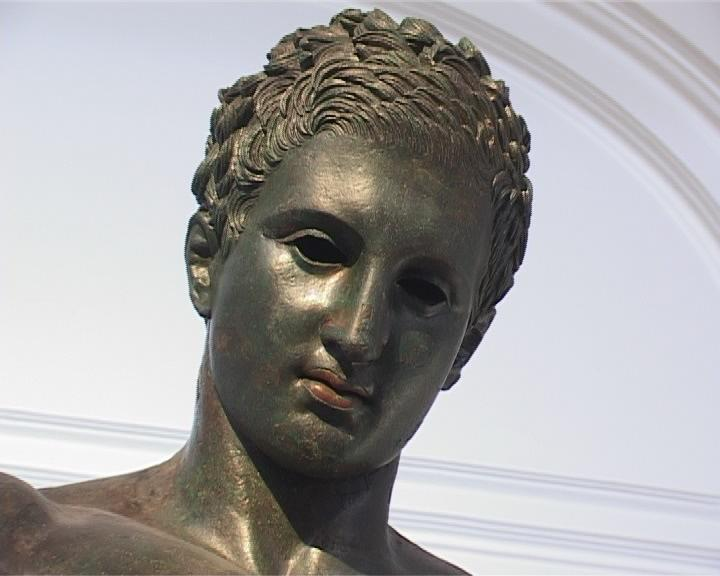
Apoxiómeno de Croacia, que se ha atribuido a un original de Dédalo de Sición.

Dédalo de Sición (fl. siglo V a. C.) fue un escultor de la Antigua Grecia
Fue hijo y discípulo de un escultor llamado Patroclo, que es mencionado por Plinio el Viejo entre los artistas del Peloponeso que florecieron en la 95.ª Olimpíada, perteneciente a la escuela de Policleto y contemporáneo de Naucides  Según Pausanias, fue Dédalo quien ejecutó el trofeo para el pueblo de Élide dedicado en el Altis para conmemorar su victoria sobre Esparta en 401-399 a. C., y fue autor de varias estatuas de atletas.
Plinio lo recuerda como autor de dos niños de bronce limpiándose y Paolo Moreno le  atribuyó el tipo de Apoxiómeno, conocido por varios ejemplares, el más completo de los cuales es el Apoxiómeno de Croacia y el Apoxiómeno  de Éfeso.